# Jeon-gwan ye-u
«Jeon-gwan ye-u»
 (en hangul, 전관예우; en hanja, 前官禮遇; romanización revisada, Jeon-gwan ye-u; McCune-Reischauer, Chǒn'gwan ye'u)  hace referencia a un acuerdo informal en el sistema legal de Corea del Sur en el cual jueces y fiscales retirados que ejercen la abogacía en la práctica privada reciben tratamiento especial de sus antiguos colegas. Un artículo del Instituto de Corea de Administración Pública lo describe como uno de los cuatro problemas principales causados por la forma en que Corea del Sur nombra a sus autoridades judiciales. El término también puede ser utilizado en un sentido más amplio para referirse al trato preferente de reguladores retirados que trabajan en el sector privado de las industrias que anteriormente eran responsables de regular, una forma de captura del regulador.
Es traducido de varias formas:
- "Privilegios del cargo anterior"[3]
- "Permitir privilegios asociados con el cargo anterior "[4]
- "Consideración especial a antiguos jueces y fiscales"[5]
- "Tratamiento honorable a colegas retirados"

## Raíces
Se dice que el Jeon-gwan ye-u es el resultado del sistema de educación legal y de la forma en que se nombran a los jueces en Corea del Sur. Todos los alumnos de derecho que aprueban el examen de acceso a la abogacía (anteriormente limitado a 300 estudiantes, aunque el límite se subió a 1.000 a principios de los 2000) atienden un curso de dos años en el Instituto de  Formación Judicial antes de ser considerados para juez o fiscal; esta formación les ofrece la oportunidad de desarrollar vínculos cercanos entre ellos. Quienes no son nombrados tienen la opción de ser abogados defensores, o dedicarse a otras profesiones. Los jueces y los fiscales son por tanto designados a una edad temprana, y muchos se retiran pronto, a los 40 o 50 años, para trabajar de abogados privados.

## Efectos
La naturaleza exacta de la "consideración especial" puede variar. Los fiscales y jueces, por su parte niegan que  haya cualquier tipo de irregularidad. Aun así, como se señala  en la Enciclopedia Doosan, la práctica puede incluso permitir que antiguos jueces y fiscales consigan una resolución favorable en su primer juicio en la práctica privada, independientemente de sus méritos. Debido a la percepción de que les ofrecerá una ventaja en sus casos, los clientes prefieren contratar los servicios de abogados defensores que anteriormente hayan servido como jueces o fiscales. Estos, por tanto, son capaces de pedir tarifas mucho más altas que sus competidores. Estos factores han resultado en una "profunda desconfianza en el sistema de justicia criminal" por parte del público.
En 2003, un portavoz del Tribunal Supremo de Corea del Sur admitió que los casos tomados por antiguos oficiales del Tribunal Supremo tuvieron un índice mucho más bajo de desestimación que los casos en general.  En un artículo de 2006 sobre el fenómeno del jeon-gwan ye-u, el diario coreano Hankyoreh informó que de 32 jueces del Tribunal Supremo retirados desde 1990, 29 se habían pasado a la práctica privada, indicando la potencial extensión del fenómeno. El grupo de jueces retirados en conjunto exhibió una aceptación inusualmente alta de sus casos, con un 63.2%, entre los cuales los dos más altos eran Yi Don-hoe con un 94.3% y Song Jin-hun con un 92.7%. Un análisis estadístico del problema de 2008 en el periódico Hankook Ilbo, que se centró en siete jueces del Tribunal Supremo retirados en 2005 para dedicarse a la práctica privada, halló  que de julio de 2006 a junio de 2008, sólo el 26% de los 225 casos civiles que fueron presentados ante el Tribunal Supremo fueron rechazados, en comparación a un índice medio del 58 al 63% para todos los  abogados. En cortes inferiores al Tribunal Supremo, la proporción de antiguos funcionarios de tribunal de distrito que tomaron casos criminales en tribunales de distrito de 2004 a 2006 (como proporción de todos los  abogados que se presentaron ante el tribunal de distrito) varió desde un máximo del 100% (18 de 18) en Suwon, a un mínimo del 32% (9 de 28) en Cheongju; ocho de los nueve distritos con mayor índice estaban en el Área capital nacional de Seúl (Sudogwon).

## Intentos de supresión
Se han hecho esfuerzos  para controlar el problema del jeon-gwan ye-u desde 1973, imponiendo límites en la capacidad de fiscales y jueces retirados para abrir sus propios bufetes. En 1998, se propuso una nueva ley especificando que un abogado que hubiera sido juez o fiscal no puede servir como abogado en juicios criminales de un tribunal del que hubiera  sido miembro  directamente antes durante un periodo de dos años. La ley no pasó la Asamblea Nacional debido a la presión del propio Comité de Asuntos Legales de la Asamblea así como de la profesión jurídica en general. No obstante, la ley se propuso de nuevo en 1999, y fue aprobada en enero del 2000. En diciembre de 2004, la Comisión de Reforma Judicial propuso la creación de un consejo voluntario central de ética judicial como forma para controlar el problema. En marzo de 2010, el Partido Libertad de Corea propuso ampliar las restricciones, prohibiendo a estos jueces convertidos en abogados tomar casos en toda la región donde anteriormente sirvieron como jueces de distrito durante un periodo de un año.